# The W’s
The W’s ist eine christliche Ska- und Swingband. Die Gruppe gründete sich im September 1997 im US-amerikanischen Corvallis, Oregon und löste sich 2000 wieder auf.

## Bandgeschichte
Die Band folgte dem Erfolg christlicher Bands wie den O. C. Supertones und Five Iron Frenzy. Bereits in ihrem ersten Jahr (1997) unterschrieben sie einen Vertrag beim Label Five Minute Walk, bei dem sie 1998 ihr erstes Album veröffentlichten. Ihr bekanntester Song wurde The Devil Is Bad.
Eine Zeit lang war die Band sehr erfolgreich und verkaufte mehr als 200.000 Tonträger. Mit dem Ende des Swing Revivals Ende der 1990er Jahre kam aber auch das Ende der W's. Sie brachten mit Trouble With X noch eine zweite Platte heraus, das geplante dritte Album wurde jedoch nie verwirklicht.

## Diskografie
- 1998: Fourth From the Last (Five Minute Walk)
- 1999: Trouble With X (Five Minute Walk)